# Ambelau
Ambelau är en ö i Indonesien.   Den ligger i provinsen Moluckerna, i den östra delen av landet, 2 300 km öster om huvudstaden Jakarta. Arean är 306 kvadratkilometer.
Terrängen på Ambelau är lite kuperad. Öns högsta punkt är 579 meter över havet. Den sträcker sig 10,0 kilometer i nord-sydlig riktning, och 11,3 kilometer i öst-västlig riktning.